# Sandy Hook (Connecticut)
Sandy Hook és un llogaret de la ciutat estatunidenca de Newtown, a l'estat de Connecticut. Confronta amb el barri de Botsford d'aquesta ciutat, i també amb Southbury, al llarg del riu Housatonic. El poble de Sandy Hook, que va ser fundat el 1711, inclou les comunitats de Berkshire, Riverside, Walnut Tree Hill i Zoar.

## Història

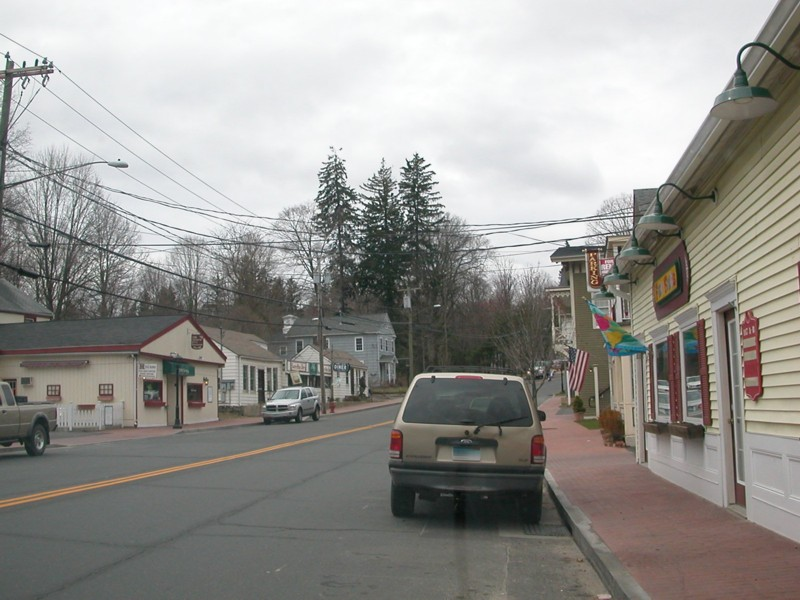
Sandy Hook el 2007

Un any després de l'establiment de Newtown, alguns dels seus propietaris van començar a allunyar-se del centre a parcel·les més grans. Diversos propietaris amb terres a la mateixa zona es van traslladar conjuntament a aquestes àrees per reduir l'aïllament i Sandy Hook va ser una de les primeres zones perifèriques poblades. Els colons van trobar el riu Pootatuck a Sandy Hook va permetre la creació de serradores i molins d'aigua. El veïnat no va créixer dramàticament fins a la industrialització de mitjans del segle xix.
En l'última dècada, s'han construït moltes noves cases cares, tot i que a Sandy Hook s'hi poden localitzar moltes cases colonials antigues, algunes de les quals tenen graners antics que han estat convertits en cases d'hostes. Sandy Hook també gaudeix d'activitats aquàtiques (natació, passejades en bot, pesca) al riu de Housatonic. A part d'això, la proximitat del llogaret a la Interestatal 84 fa que sigui un lloc desitjable.

### Massacre de 2012 a l'escola
El 14 de desembre de 2012 28 persones van morir a l'Escola Primària Sandy Hook a mans d'un pistoler. Les morts inclouen 27 víctimes (vint nens i set adults) i el tirador Adam Lanza. L'incident és el segon tiroteig escolar més mortífer en la història dels EUA, darrere del de Virginia Tech del 2007.

## Punts d'interès
- Nathan B. Lattin Farm — 22 Walker Hill Road, National Register of Historic Places
- New York Belting and Packing Co. — 45-71 and 79-89 Glen Road, National Register of Historic Places